# Tales from the Crypt
Tales from the Crypt è stata una serie antologica a fumetti pubblicata dal 1950 al 1955 negli Stati Uniti d'America dalla EC Comics.
Insieme alle altre serie pubblicate dall'editore come The Haunt of Fear e The Vault of Horror, fu molto popolare ma, per i temi trattati divenne oggetto di attacchi censori da parte dell'opinione pubblica e delle governo volti a tutelare i minori che portarono all'adozione da parte degli editori di un codice di regolamentazione particolarmente restrittivo, il Comics Code Authority, che costrinse infine l'editore a interromperne la pubblicazione insieme ad altre serie nel periodo 1954/1955.
Le storie presenti in questa serie e in altre dello stesso editore, sono state successivamente ristampate da altre editori e sono state adattate per la televisione e il cinema.

## Storia editoriale
Nel 1950, l'editore Gaines e il suo curatore editoriale Al Feldstein scoprirono di apprezzare entrambi il genere horror e iniziarono a sperimentare con racconti horror pubblicati nelle serie poliziesche. Tales from the Crypt trasse origine da una storia di Feldstein, "Return from the Grave!", pubblicata in EC Crime Patrol n.  15 del dicembre 1949 - gennaio 1950 nella quale esordì anche il personaggio del Crypt-Keeper (custode della cripta); nel n. 16 vennero presentati altri racconti horror in numero superiore di quelli polizieschi e, con il n. 17, venne cambiata la testata da Crime Patrol a The Crypt of Terror. Al fine di risparmiare sulle spese di spedizione, la nuova testata non cominciò la numerazione da capo ma continuò da quella precedente. Dal n. 20, ottobre/novembre 1950, la testata divenne Tales from the Crypt che venne edita per 27 numeri - proseguendo sempre la numerazione dalla serie precedente - prima di cessare la pubblicazione con il n. 46 di febbraio/marzo 1955.
Le storie della serie vennero poi ristampate in numerose occasioni. La Ballantine Books ristampò una selezione di storie in una serie di volumi antologici (1964-1966). L'intera serie venne raccolta in una serie di cinque volumi in bianco e nero dall'editore Russ Cochran come parte della collana The Complete EC Library nel 1979. Cochran (in collaborazione con Gladstone Publishing e solo) ha poi ristampato una selezione di numeri nel 1990-1991. Tra settembre 1992 e dicembre 1999, Cochran e Gemstone Publishing hanno ristampato tutta la serie. Nel 2007, Cochran e Gemstone hanno iniziato a pubblicare l'intera serie all'interno della collana EC Archives, ma la serie si interruppe dopo tre volumi per problemi finanziari di Gemstone; il progetto venne poi ripreso dalla Dark Horse Comics, che ha pubblicato il quarto volume nel 2013 e il quinto nel 2014.
Nel 2007, Papercutz, un editore indipendente di fumetti gestito dall'ex redattore della Marvel Comics, Jim Salicrup, ha iniziato a pubblicare una nuova serie di Tales from the Crypt con storie inedite originali edito da giugno 2007. Fra gli autori vi erano Joe R. Lansdale e suo fratello John L. Lansdale, Don McGregor, James Romberger e Marguerite Van Cook, Mort Todd e Chris Noeth. La nuova versione aveva un formato più piccolo. La serie venne edita per 13 numeri fino a settembre 2010.
Nel 2008 Sarah Palin divenne protagonista di una copertina dove attaccava delle creature mostruose con una mazza da hockey, insieme a una lettera della figlia di William Gaines, Cathy Gaines Mifsud, sulla censura.

## Controversie
Nel 1954, Gaines e Feldstein avrebbero voluto aggiungere una quarta serie alle tre che già pubblicavano con successo, The Vault of Horror e The Haunt of Fear ma vennero fermati a seguito della crociata contro i fumetti considerati pericolosi per i minori contribuendo in modo significativo ai fenomeni di violenza giovanile in America. Il clima peggiorò ulteriormente dopo le audizioni pubbliche, in aprile e giugno del 1954, di una commissione del Senato degli Stati Uniti d'America sulla delinquenza giovanile. Le risultanze della commissione suggerirono agli editori di attenuare il tono delle storie evitando così una censura esterna diretta ma spingendo gli stessi editori all'autoregolamentazione della Comics Magazine Association of America (CMAA) prima e del Comics Code Authority (CCA) poi, che posero severe restrizioni su quello che poteva essere pubblicato al fine di avere il loro visto sulle copertine. Vennero vietati termini come "terrore" e "orrore" nei titoli e di raffigurare zombi, lupi mannari, personaggi raccapriccianti. Gaines si rese conto che le sue pubblicazioni, con questi vincoli, erano destinati a fallire e così decise di chiudere le testate di genere horror nel settembre 1954. L'ultimo numero della serie venne edito però a febbraio 1955 poiché era già stato comunque prodotto.

## Eredità e influenza culturale
Dai racconti a fumetti della serie venne tratto un lungometraggio horror diretto da Freddie Francis nel 1972, Racconti dalla tomba (Tales from the Crypt).
Dal 1989 al 1996 venne realizzata negli Stati Uniti d'America la serie televisiva Tales from the Crypt basata sull'omonima serie a fumetti e trasmessa dall'emittente televisiva HBO.